# Dynamite (BTSの曲)
「Dynamite」（ダイナマイト）は、BTS（防弾少年団）の楽曲である。2020年8月21日にデジタルシングルとして発売され、BTSとして初めて全ての歌詞が英語で書かれた。Billboard Hot 100にて2週連続で1位を獲得。後に2位になったものの1位に返り咲き、計3週間1位に輝いた。
「ローリング・ストーンの選ぶオールタイム・グレイテスト・ソング500」の2021年版では346位にランクされた。

## 背景
作詞・作曲を手掛けたデヴィッド・スチュワートとジェシカ・アゴンバーは、コロムビア・レコードと音楽出版社ステラー・ソングを通じて、BTSが初の全編英語シングルを探していることを知った。彼らはまず「（当時はロックダウン中のため）BTSが今何を語れば世界を元気付けられるのだろう？エネルギッシュで、楽しく、希望に満ちて、ポジティブであり、まるで巨大なエネルギーボールのようでなければならない」と考えた。
そこでアゴンバーは「爆発的である必要がある」と着想し、明らかに爆発的な"Dynamite"になった。「私はケイティ・ペリーの大ファンだから、いつも（大ヒット曲の）『ファイヤーワーク（花火）』で頭がいっぱいだった。とにかく高いエネルギーが欲しかった。特別な歌詞ではなく、爆発的な、花火、パーティー、楽しさ、エネルギッシュな、世界征服などのアイデアの束が浮かんでいた。（中略）だから、BTSを取り巻くすべてのエネルギーと一致させる必要があり、それはセリフというよりは感覚だった。BPMは速さが求められ、ホルンを用いてアップテンポでなければならなかった」と明らかにした。
4月上旬、ステラー・ソングは数曲をコロムビア・レコードとBig Hit Entertainmentに送った。BTSは当初他の曲に決めていたが、2週間後には「Dynamite」を選んだ。歌詞の一部は彼らに見合うものではなかったため、陣営と何度かやり取りして微調整された。スチュワートは「BTSとレーベル側は”完全に中立的で、攻撃的ではない”ことを確認したがっていた。ラップの引用が幾つかあったが、少し面と向かって威勢のいい感じなので、彼らにはちょっと合わなかったのかもしれない」と述べている。最終的に、曲は7月中旬にレコーディングされた。

## リリース
2020年7月26日、BTSはV LIVEの生放送中に8月21日に次のアルバムに収録されるファーストシングルとして全編英語の曲を発売する事を発表した。この曲を通じて新型コロナウイルス感染症によって辛い思いをしているファンや世界中の人々にポジティブなエネルギーを共有したいと語った。
ウェブサイトが公開された翌日にそれぞれシングルに関する新情報の発表に向けての7種類のカウントダウンが始まった。7月31日にSpotifyにプリセーブリンクが共有され、8月2日には所属事務所であるBigHit Entertainmentが新曲の題名が「Dynamite」である事を発表した。翌日に7インチとカセット及びアメリカ向けにデジタルシングルとインストゥルメンタルの予約販売が開始された。そのまた翌日、BTSは2種類のミュージックビデオのリリース、アメリカの放送局との3つのインタビュー、2020 MTV Video Music Awardsのパフォーマンスに関するスケジュールを発表した。8月21日にYouTubeにてミュージックビデオが公開されると、24時間内の再生回数は1億110万回に達し、新記録を樹立した。
その3日後の8月24日にEDM・アコースティックの2種類、同28日にトロピカル・プールサイドの2種類、9月18日にスロージャム・レトロ・ミッドナイト・ベッドルームの4種類、12月11日にホリデイを加え計11種類のリミックスを時期をずらしてリリースし、チャートインを長期間キープした。

## 音楽性
ファンク・ソウル・バブルガムポップの要素を併せ持つ、1970年代の影響を受けたディスコポップ・ソングである。
ヴァルチャーのクレイグ・ジェンキンスは、サビのホルンを新世紀エヴァンゲリオンの主題歌『残酷な天使のテーゼ』（1995年）と比較し、『ダイナマイト』を「成層圏を突破するために特別に設計された乗り物」と形容している。また、「ブルーノ・マーズの『アップタウン・ファンク』（2014年）やケイティ・ペリーの『カリフォルニア・ガールズ』（2010年）に似ており、キュートでキャッチーかつ気取らない大衆娯楽性がある」と評価した。
ピッチフォークのノア・ユーは、音楽的にタイオ・クルーズの同名ヒット曲『Dynamite』（2010年）と比較している。バズフィードのエリー・ベイトは、「歌詞も振り付けもローリング・ストーンズ、マイケル・ジャクソン、エルヴィス・プレスリーといった音楽界のレジェンドらに敬意を表しており、紛れもなくハッピーでアップビートなディスコトラックである」と評した。

## 音楽リスト
| デジタル 1. "Dynamite" – 3:19 2. "Dynamite" (Instrumental) – 3:18 7インチレコード (Limited Edition) 1. "Dynamite" – 3:19 カセット (Limited Edition) A面 1. "Dynamite" – 3:19 B面 1. "Dynamite" – 3:19 CD (Limited Edition) 1. "Dynamite" – 3:19 2. "Dynamite" (Instrumental) – 3:18 3. "Dynamite" (Acoustic Remix) – 3:17 4. "Dynamite" (EDM Remix) – 3:18 5. "Dynamite" (Tropical Remix) – 3:17 6. "Dynamite" (Poolside Remix) – 3:03 7. "Dynamite" (Slow Jam Remix) – 3:19 8. "Dynamite" (Midnight Remix) – 3:16 9. "Dynamite" (Bedroom Remix) – 3:27 10. "Dynamite" (Retro Remix) – 3:28 | デジタルEP (Extended) 1. "Dynamite" – 3:19 2. "Dynamite" (Instrumental) – 3:18 3. "Dynamite" (Acoustic Remix) – 3:17 4. "Dynamite" (EDM Remix) – 3:18 デジタルEP (DayTime Version) 1. "Dynamite" – 3:19 2. "Dynamite" (Instrumental) – 3:18 3. "Dynamite" (Acoustic Remix) – 3:17 4. "Dynamite" (EDM Remix) – 3:18 5. "Dynamite" (Tropical Remix) – 3:17 6. "Dynamite" (Poolside Remix) – 3:03 デジタルEP (NightTime Version) 1. "Dynamite" – 3:19 2. "Dynamite" (Instrumental) – 3:18 3. "Dynamite" (Slow Jam Remix) – 3:19 4. "Dynamite" (Midnight Remix) – 3:16 5. "Dynamite" (Retro Remix) – 3:28 6. "Dynamite" (Bedroom Remix) – 3:27 デジタルシングル (Holiday Remix) 1. "Dynamite" (Holiday Remix) – 3:33 |

## 発売日一覧
| 日付           | 国             | 形態                                   | バージョン        | レーベル                             | 参照          |
| -------------- | -------------- | -------------------------------------- | ----------------- | ------------------------------------ | ------------- |
| 2020年8月21日  | 全世界         | デジタルダウンロード、ストリーミング   | オリジナル        | Big Hit Entertainment                | [ 32 ]        |
| 2020年8月21日  | オーストラリア | コンテンポラリー・ヒット・ラジオ       | オリジナル        | ソニー・ミュージック・オーストラリア | [ 33 ]        |
| 2020年8月21日  | アメリカ       | 7インチレコード、カセット              | Limited Edition   | コロムビア・レコード                 | [ 34 ] [ 35 ] |
| 2020年8月24日  | 全世界         | デジタル・ダウンロード、ストリーミング | Extended          | Big Hit Entertainment                | [ 28 ]        |
| 2020年8月25日  | アメリカ       | コンテンポラリー・ヒット・ラジオ       | オリジナル        | コロムビア・レコード                 | [ 36 ]        |
| 2020年8月28日  | 全世界         | デジタル・ダウンロード、ストリーミング | DayTime Version   | Big Hit Entertainment                | [ 29 ]        |
| 2020年9月4日   | イタリア       | コンテンポラリー・ヒット・ラジオ       | オリジナル        | ソニー・ミュージック                 | [ 37 ]        |
| 2020年9月14日  | アメリカ       | ACラジオ                               | オリジナル        | コロムビア・レコード                 | [ 38 ]        |
| 2020年9月18日  | 全世界         | デジタル・ダウンロード、ストリーミング | NightTime Version | Big Hit Entertainment                | [ 30 ]        |
| 2020年11月20日 | アメリカ       | CD                                     | Limited Edition   | コロムビア・レコード                 | [ 27 ]        |
| 2020年12月11日 | 全世界         | デジタル・ダウンロード、ストリーミング | Holiday Remix     | Big Hit Entertainment                | [ 39 ]        |
| 2021年2月26日  | 日本           | 7インチレコード、カセット              | Limited Edition   | ユニバーサルミュージックジャパン     | [ 40 ]        |

## 販売量
| 国       | 販売量     |
| -------- | ---------- |
| アメリカ | 482,000+   |
| 中国     | 1,014,099+ |
| 日本     | 40,475+    |

## チャート順位
| 国               | 週間チャート                 | 最高順位 |
| ---------------- | ---------------------------- | -------- |
| 韓国             | ガオンデジタルチャート       | 1        |
| 韓国             | ガオンダウンロードチャート   | 1        |
| 韓国             | ガオンストリーミングチャート | 1        |
| 韓国             | フローチャート               | 1        |
| 日本             | Billboard Japan Hot 100      | 2        |
| アメリカ         | Billboard Hot 100            | 1        |
| イギリス         | OCCシングルチャート          | 3        |
| カナダ           | Canadian Hot 100             | 2        |
| オーストラリア   | ARIAチャート                 | 2        |
| ニュージーランド | RMNZシングルチャート         | 4        |